# Caio Ribeiro Decoussau
Caio Ribeiro Decoussau, conosciuto come Caio (San Paolo, 16 agosto 1975), è un ex calciatore brasiliano, di ruolo attaccante. È attualmente commentatore sportivo.
È soprannominato Douthorinho ("Dottorino") per il suo abbigliamento sempre raffinato e per il suo aspetto estetico sempre molto curato.

## Carriera

### Club
Inizia la carriera nel 1994 con il San Paolo, squadra con cui vince la Supercoppa sudamericana, la Recopa Sudamericana e la Coppa CONMEBOL.
Viene quindi acquistato all'età di vent'anni dall'Inter, per 7 miliardi di lire durante il mercato di riparazione del 1995, e dopo un anno in cui ottiene poco spazio (con l'Inter che non gli consente di partecipare alle amichevoli in vista di Atlanta 96, cui non parteciperà) viene ceduto in prestito al Napoli, squadra con cui termina la sua breve esperienza italiana, senza segnare alcun gol in Serie A.
Dopo l'Italia è tornato in Brasile, con una piccola parentesi tedesca al Rot-Weiß Oberhausen, dove ha giocato nel Santos, Flamengo, Fluminense, Grêmio e Botafogo.

### Nazionale
Con la Nazionale di calcio del Brasile ha giocato il campionato del mondo Under-20 1995, perdendo la finale, ma venendo premiato come miglior giocatore del torneo.
Gioca con la Nazionale brasiliana 11 partite, realizzando in totale 8 reti tra Nazionale Under 20 e maggiore.

## Dopo il ritiro
Nel 2007 ha intrapreso la carriera di commentatore in Brasile per la radio Rádio Globo e la televisione SporTV. Ha proseguito poi la sua carriera anche nel campionato del mondo 2010 con Tiago Rodrigues de Leifert, giornalista brasiliano, nel programma Central da Copa.
Inoltre dal 2012 è commentatore nella versione brasiliana della serie di videogiochi FIFA assieme allo stesso Tiago Rodrigues de Leifert.

## Statistiche

### Cronologia presenze e reti in nazionale
| Cronologia completa delle presenze e delle reti in nazionale ― Brasile | Cronologia completa delle presenze e delle reti in nazionale ― Brasile | Cronologia completa delle presenze e delle reti in nazionale ― Brasile | Cronologia completa delle presenze e delle reti in nazionale ― Brasile | Cronologia completa delle presenze e delle reti in nazionale ― Brasile | Cronologia completa delle presenze e delle reti in nazionale ― Brasile | Cronologia completa delle presenze e delle reti in nazionale ― Brasile | Cronologia completa delle presenze e delle reti in nazionale ― Brasile |
| Data                                                                   | Città                                                                  | In casa                                                                | Risultato                                                              | Ospiti                                                                 | Competizione                                                           | Reti                                                                   | Note                                                                   |
| ---------------------------------------------------------------------- | ---------------------------------------------------------------------- | ---------------------------------------------------------------------- | ---------------------------------------------------------------------- | ---------------------------------------------------------------------- | ---------------------------------------------------------------------- | ---------------------------------------------------------------------- | ---------------------------------------------------------------------- |
| 11-1-1996                                                              | Los Angeles                                                            | Brasile                                                                | 4 – 1                                                                  | Canada                                                                 | Gold Cup 1996 - 1º turno                                               | 1                                                                      |                                                                        |
| 13-1-1996                                                              | Los Angeles                                                            | Brasile                                                                | 5 – 0                                                                  | Honduras                                                               | Gold Cup 1996 - 1º turno                                               | 2                                                                      |                                                                        |
| 17-1-1996                                                              | Los Angeles                                                            | Stati Uniti                                                            | 0 – 1                                                                  | Brasile                                                                | Gold Cup 1996 - Semifinale                                             | -                                                                      |                                                                        |
| 20-1-1996                                                              | Los Angeles                                                            | Messico                                                                | 2 – 0                                                                  | Brasile                                                                | Gold Cup 1996 - Finale                                                 | -                                                                      |                                                                        |
| Totale                                                                 |                                                                        | Presenze                                                               | 4                                                                      |                                                                        | Reti                                                                   | 3                                                                      |                                                                        |

| Cronologia completa delle presenze e delle reti in nazionale ― Brasile under 20 | Cronologia completa delle presenze e delle reti in nazionale ― Brasile under 20 | Cronologia completa delle presenze e delle reti in nazionale ― Brasile under 20 | Cronologia completa delle presenze e delle reti in nazionale ― Brasile under 20 | Cronologia completa delle presenze e delle reti in nazionale ― Brasile under 20 | Cronologia completa delle presenze e delle reti in nazionale ― Brasile under 20 | Cronologia completa delle presenze e delle reti in nazionale ― Brasile under 20 | Cronologia completa delle presenze e delle reti in nazionale ― Brasile under 20 |
| Data                                                                            | Città                                                                           | In casa                                                                         | Risultato                                                                       | Ospiti                                                                          | Competizione                                                                    | Reti                                                                            | Note                                                                            |
| ------------------------------------------------------------------------------- | ------------------------------------------------------------------------------- | ------------------------------------------------------------------------------- | ------------------------------------------------------------------------------- | ------------------------------------------------------------------------------- | ------------------------------------------------------------------------------- | ------------------------------------------------------------------------------- | ------------------------------------------------------------------------------- |
| 14-4-1995                                                                       | Al Rayyan                                                                       | Siria under 20                                                                  | 0 – 6                                                                           | Brasile under 20                                                                | Mondiali Under-20 1995 - 1º turno                                               | 1                                                                               |                                                                                 |
| 17-4-1995                                                                       | Al Rayyan                                                                       | Russia under 20                                                                 | 0 – 0                                                                           | Brasile under 20                                                                | Mondiali Under-20 1995 - 1º turno                                               | -                                                                               | 76’                                                                             |
| 19-4-1995                                                                       | Al Rayyan                                                                       | Qatar under 20                                                                  | 0 – 2                                                                           | Brasile under 20                                                                | Mondiali Under-20 1995 - 1º turno                                               | 1                                                                               |                                                                                 |
| 23-4-1995                                                                       | Al Rayyan                                                                       | Brasile under 20                                                                | 2 – 1                                                                           | Giappone under 20                                                               | Mondiali Under-20 1995 - Quarti di finale                                       | 2                                                                               |                                                                                 |
| 25-4-1995                                                                       | Al Rayyan                                                                       | Brasile under 20                                                                | 1 – 0                                                                           | Portogallo under 20                                                             | Mondiali Under-20 1995 - Semifinale                                             | 1                                                                               |                                                                                 |
| 28-4-1995                                                                       | Al Rayyan                                                                       | Brasile under 20                                                                | 0 – 2                                                                           | Argentina under 20                                                              | Mondiali Under-20 1995 - Finale                                                 | -                                                                               | 85’                                                                             |
| Totale                                                                          |                                                                                 | Presenze                                                                        | 6                                                                               |                                                                                 | Reti                                                                            | 5                                                                               |                                                                                 |

## Palmarès

### Club

#### Competizioni statali
- Torneo Rio-San Paolo: 1

Santos: 1997
- Campionato Carioca: 1

Flamengo: 1999
- Taça Guanabara: 1

Flamengo: 1999

#### Competizioni internazionali
- Supercoppa Sudamericana: 1

San Paolo: 1993
- Recopa Sudamericana: 1

San Paolo: 1994
- Coppa CONMEBOL: 1

San Paolo: 1994
- Coppa Mercosur: 1

Flamengo: 1999

### Nazionale
- Campionato sudamericano di calcio Under-20: 1

1995

### Individuale
- Pallone d'oro del campionato del mondo Under-20: 1

Qatar 1995